# フィリップ・ルクレール
フィリップ・フランソワ・マリー・ド・オートクロク（フランス語: Philippe François Marie de Hauteclocque、1902年11月22日 - 1947年11月28日）は、フランスの軍人。一般にはレジスタンス時代の変名「ジャック＝フィリップ・ルクレール（Jacques-Philippe Leclerc）」で知られている。通常は「フィリップ・ルクレール・ド・オートクローク（Philippe Leclerc de Hauteclocque）」と表記される事が多い。第二次世界大戦中に自由フランス軍第2機甲師団を率いてノルマンディー上陸作戦に参加し、パリ入城を果たしたことで知られる。

## 略歴
1902年11月22日にピカルディ地方にあるバロイ=サン=レオナールの貴族の家庭にて、父のアドリアン・ド・オートクローク伯爵と母のロマーノ伯アルノー・ジョセフ・ファン・デア・クルーズ・ド・ワジエの娘であるマリー・テレーゼ・ファン・デア・クルーズ・ド・ワジエの五男として誕生した。オートクローク家はアルトワを発祥とし、800年以上続く名家である。フィリップの名は1635年にクロアチア人との戦いで戦死した先祖の名より付けられた。父のアドリアンの兄と弟は騎兵将校でいずれも第一次世界大戦で戦死し、またアドリアンも騎兵連隊のラッパ手として活躍した。こうした事からフィリップも騎兵への道を志すようになる。
小学校卒業後、アミアンにあるイエズス会系私立エコール・ド・ラ・プロビダンスのコレージュ、ヴェルサイユの名門リセ・サント＝ジュヌヴィエーヴを経て、1922年にサン・シール陸軍士官学校に入学し、騎兵将校となった。第一次世界大戦後の戦間期には第5胸甲騎兵連隊附として、ルール占領に伴いドイツのトリーアに進駐した。しかしフィリップにとってこの任務は好ましいものではなく、間もなく植民地部隊への異動を志願した。フィリップは第3次リーフ戦争の続くモロッコはタザの第8胸甲騎兵連隊附となる。
1927年にメクネスのダル・エル・ベイダ士官学校（現在のメクネス王立士官学校）教官となる。この時、後にフィリップの下で戦車隊指揮官として共闘することになるポール・ド・ラングラード大尉と出会う。
1929年にグミエ指揮官となり、アトラス山脈の反乱部族との戦闘を経験した。この時2体の騎馬を打倒する戦功をあげる。その後ラバトのアフリカ第5胸甲騎兵連隊の予備部隊指揮官を経て内地に帰還し、サン・シール陸軍士官学校の教官となる。しかし再度前線での勤務を望み、1933年7月に夏季休暇でアフリカへ飛ぶと、アンリ・ジロー少将の元を訪れ転属を申し入れた。同年8月にフィリップはグミエ部隊の連絡将校となって峡谷での戦闘に貢献し、これにより海外総軍従軍十字章を受章した。
こうした功績にもかかわらず、モロッコ植民地部隊司令官アントワーヌ・ユレ中将は彼の存在を疎ましく思い、その昇進を渋っていた。しかしルクレールの昇進を望む声は次第に高まり、1934年12月にようやく大尉となった。実に中尉昇進から8年後の事である。最もフィリップに限った話ではなく戦間期のフランス軍士官、特に騎兵は全体的に昇進が遅れており、彼の同期では1936年にやっと大尉になった人物もいた。
1938年11月に高等戦争学校に入学し、1939年7月に卒業した。

### 対ドイツ戦
1939年9月に第二次世界大戦が勃発した時は第4歩兵師団の参謀だった。1940年にベルギーに侵攻したドイツ軍を迎撃するため進撃したが、押し戻されてリール付近で負傷した。近隣の病院に収容されていたため、ナチス・ドイツのフランス侵攻でドイツ軍の捕虜となることを免れ、首都パリに戻ったところ、対ドイツレジスタンスを呼びかけるドゴール将軍のラジオ放送を聞いた。このため自由フランス参加を決意し、ボルドーに避難していた妻子と会った後、中立国のスペインとポルトガル経由で、同盟国であるイギリスの首都のロンドンに入った。この時フランスに残留した家族を庇ってルクレールと変名したものである。

### 自由フランス軍
ロンドンでド・ゴール将軍と面会した後、熱帯アフリカとチャドの鎮撫を命じられ、任務に成功。1940年11月にチャド軍司令官となった。1941年、チャドから出撃してイタリア領リビア南部のオアシス都市クーフラ占領に成功し、同年8月に少将心得を拝命した。1942年12月、3000人のチャド軍を率いてリビアに侵攻。1943年1月にトリポリを占領して、エジプトから来た英軍と合流した。英軍総司令官バーナード・モントゴメリー元帥の指揮下の第8軍に編入され、北アフリカ戦線最後の戦いであるチュニジア侵攻作戦に参加。同年5月には中将に昇進した。

### パリ解放まで

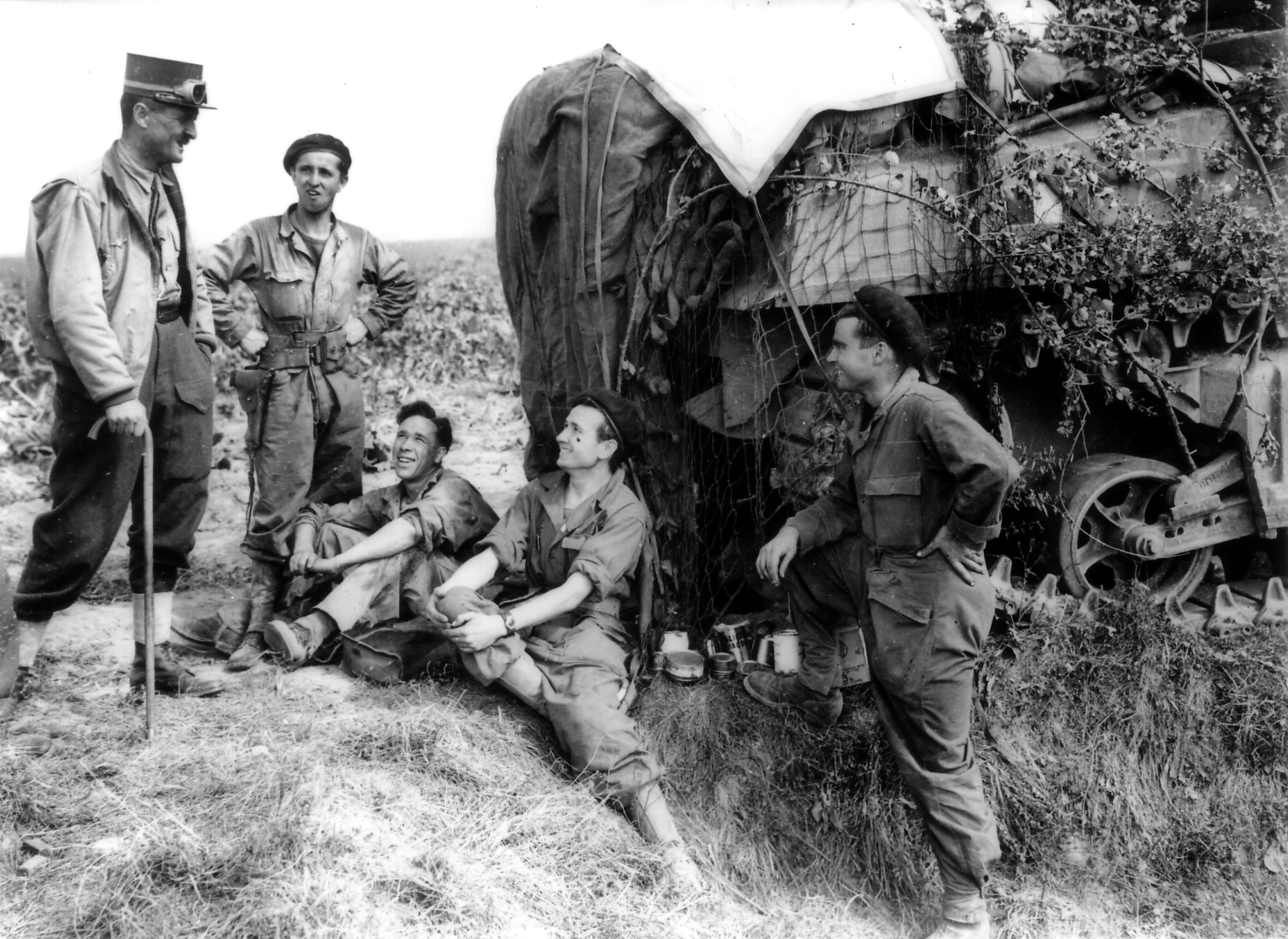
ノルマンディーにて、ルクレールと第501戦車連隊の兵士たち。

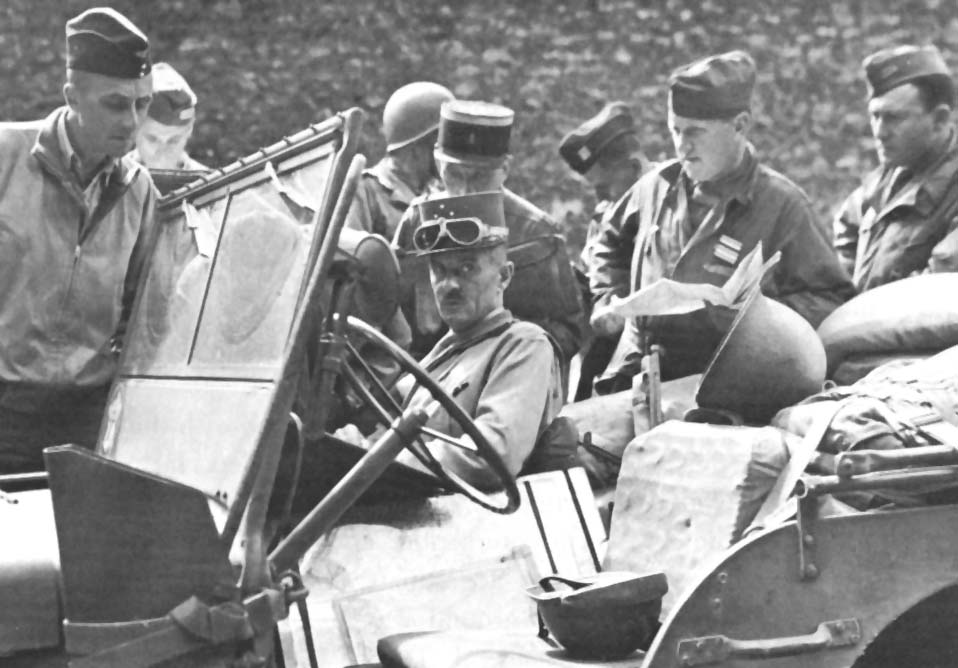
ジープに乗る第2機甲師団司令官ルクレール将軍

北アフリカ戦線の終結後、モロッコでフランス人とチャド人混合の自由フランス軍第2師団を編成。しかし1943年6月、ドゴールの命令によりアメリカ式機甲師団への再編成がなされ、自由フランス軍第2機甲師団となった。なおこの時チャド人兵士たちはチャド行進連隊へと抽出され、現在に至る。1944年4月、イギリスのヨークシャーにてポーランド軍の第1機甲師団とともに訓練を実施した。ルクレールらはビバリーのホザン男爵邸を司令部とした。
1944年8月1日、ジョージ・パットン中将率いるアメリカ陸軍第3軍隷下の第14軍団とともにノルマンディーのユタ・ビーチに上陸した。パットン中将と軍団長のウェイド・H・ハイスリップ少将はともにフランス語が流暢だったため作戦は順調に行われた。その後、ファレーズ・ポケットに参加。
パリ駐屯独軍司令官コルティッツ将軍が降伏前にパリを破壊するという情報があったため、ドゴール将軍とアイゼンハワー元帥が会見して、ルクレール将軍率いる第2機甲師団が電撃的にパリに入城することになった。同年8月23日第2機甲師団のレイモンド・ディオンス大尉の戦車がパリ一番乗りに成功し、翌日ルクレールはコルティッツとモンパルナス駅で会見し、パリの無血引渡しに成功した。
1944年11月23日に第2機甲師団はさらにストラスブールの解放に成功し、ストラスブールには現在ルクレール将軍の銅像が立っている。

### 極東

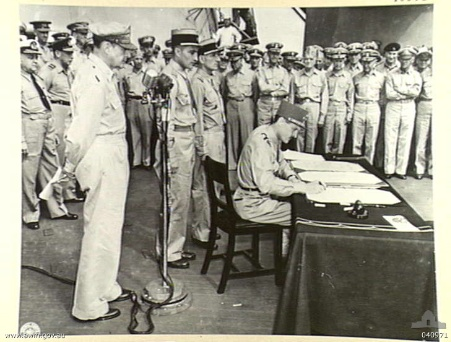
日本の降伏文書に署名するルクレール

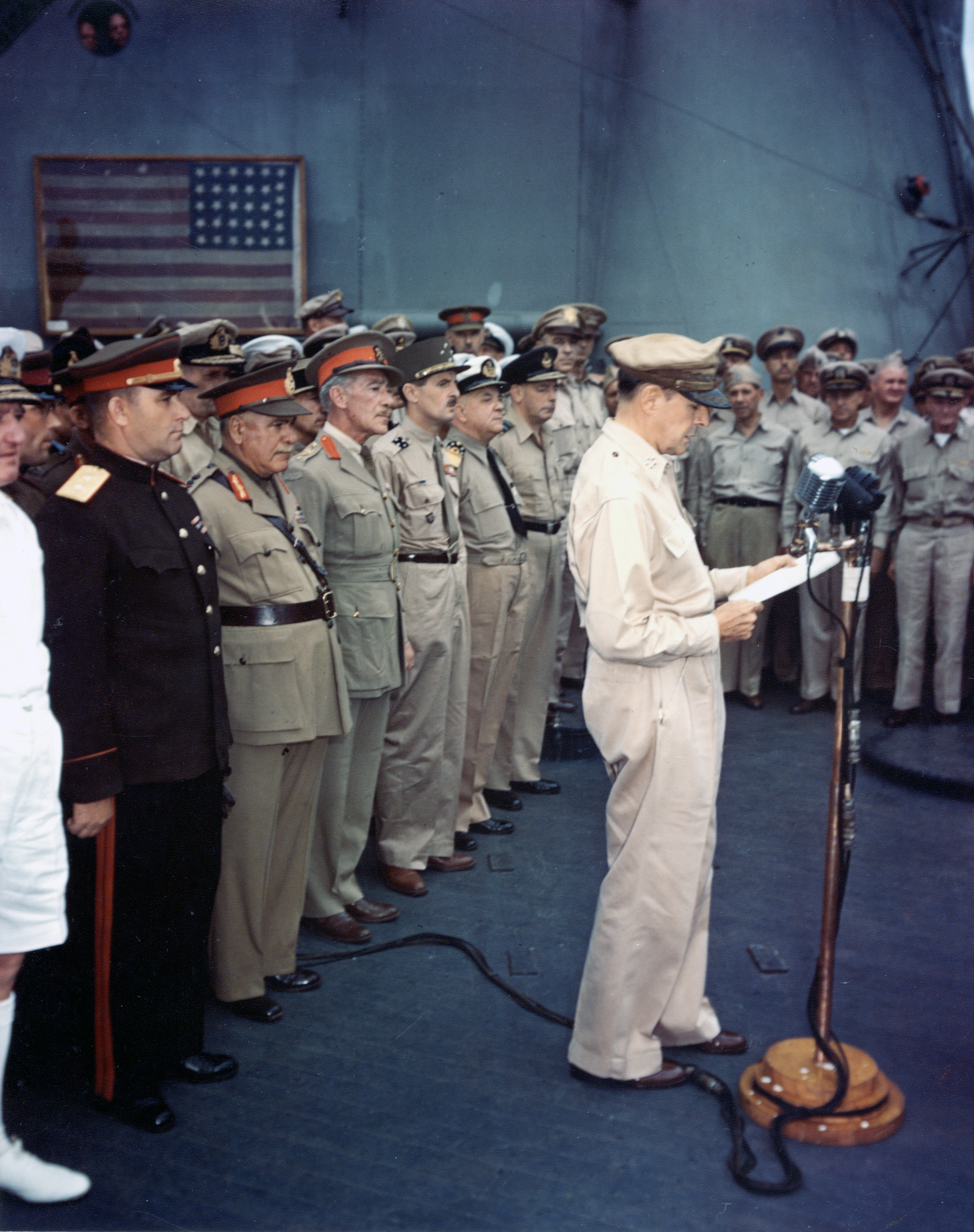
日本降伏後のマッカーサー元帥の演説で、他の連合国代表の中でのルクレール。

1945年8月18日、太平洋地域フランス軍司令官に任命されたルクレール将軍は9月2日、東京湾のアメリカの戦艦「ミズーリ」艦上で行われた日本の降伏文書調印式にフランス軍代表として参列している。その後、フランス領インドシナのサイゴンに入り、コーチシナを平定した後、1946年3月に第2機甲師団を率いてハイフォンに上陸し、ハノイへ進駐した。当時のベトナムは日本軍降伏後、ホー・チ・ミン率いるベトミンが実権を掌握したが、フランス軍の復帰によって農村部に撤退することになる。この時ルクレール将軍は、フランスの植民地のベトナムでは独立勢力を圧殺して「殺戮者ルクレール」とあだ名された。

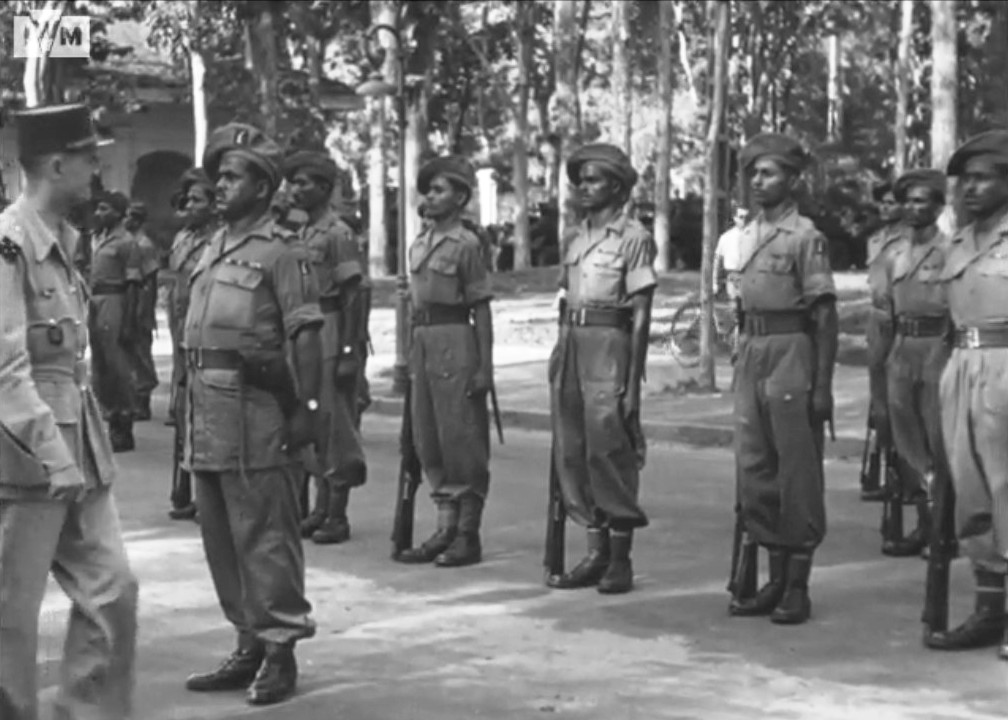
サイゴンで、ルクレール将軍が第20インド師団の部隊を閲兵（1945年12月22日）

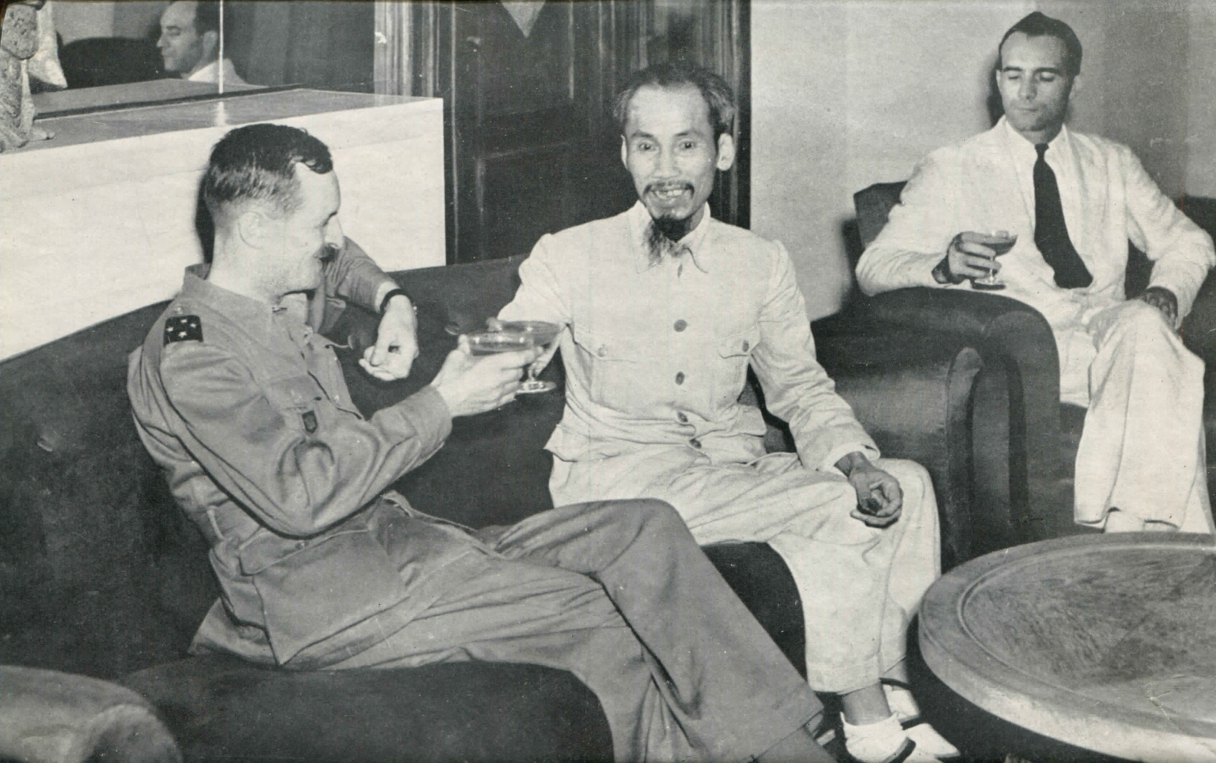
1946年3月18日、ホー・チ・ミン主席はルクレール将軍の邸宅で、トンキン保護国弁務官のジャン・サントニー（右端）の立会いのもと、歓迎を受けた。

### 事故死
1946年7月18日に北アフリカ総監に任命されて任地に赴いたが、1947年11月22日に飛行機墜落事故のためアルジェリアで死亡した。遺骸はパリのオテル・デ・ザンヴァリッド地下聖堂に埋葬された。1952年8月23日には第2機甲師団のパリ解放を記念しフランス元帥の称号が贈られている。

## 年譜
- 1924年10月1日 - 少尉任官[18][12]
- 1925年8月8日 - ソミュールの騎兵学校（英語版）を首席で卒業[19]
- 1926年10月26日 - 中尉[12]
- 1934年12月25日 - 大尉[12]
- 1940年7月31日 - 少佐[12]
- 1940年8月27日 - 大佐[12]
- 1941年8月10日 - 少将心得[12][9][10]
- 1942年4月14日 - 少将[12][9][10]
- 1943年3月25日 - 中将[12][9][10]
- 1945年3月25日 - 大将[12][9][10]
- 1946年7月14日 - 上級大将[12]
- 1952年8月23日 - 元帥追贈[12]

## 栄典
レジオンドヌール勲章グランクロワ
 解放勲章
 軍事記念章
 八棕櫚葉付1939年乃至1945年従軍十字章
 二棕櫚葉付海外総軍従軍十字章
 薔薇章付レジスタンス記念章
 亡命記念章
 "モロッコ", "フェザーン", "クフラ", "トリポリタニア", "チュニジア", "極東"章付植民地記念章 
 戦傷章
 自由フランス志願兵役記念章
 1939年乃至1945年従軍記念章
 バス勲章コンパニオン  イギリス
 殊功勲章  イギリス
 シルバースター  アメリカ合衆国
 ブロンズスターメダル  アメリカ合衆国
 レジオン・オブ・メリットコマンダー  アメリカ合衆国
 殊勲部隊章  アメリカ合衆国
 棕櫚葉付王冠勲章グランドオフィサー ベルギー
 従軍十字章  ベルギー
 従軍十字章  ルクセンブルク
 柏葉冠勲章グランドクロス  ルクセンブルク
 ヴィルッチ・ミリタリ勲章コマンダー  ポーランド
 1939年乃至1945年従軍十字章  チェコスロバキア
 三等白獅子軍事勲章  チェコスロバキア
 一等従軍十字章 ギリシャ王国

 栄光勲章 (Tunisia)
 アラウィー朝勲章グランドクロス (Morocco)
 カンボジア王室勲章グランドクロス  フランス領インドシナ
 百万象白傘蓋仏頂勲章グランドクロス  フランス領インドシナ

## 家族
1925年8月10日に兄嫁の妹のテレーゼ・ド・ガーガンとルーアンの聖ジャンヌ・ダルク教会にて結婚式を挙げ、6人の子女が誕生した。なお、フィリップの兄がガーガン男爵家の娘と結婚した事からオートクローク家とガーガン家は家族ぐるみの付き合いがあり、その縁でもあった。